# Aeroporto di Treviso-Sant'Angelo
L'Aeroporto «Antonio Canova» di Treviso-Sant'Angelo si trova a 5 km dal centro della città sulla statale SR 515 "Noalese" (in direzione Padova), in una zona adiacente alla tangenziale di Treviso, che lo collega in pochi minuti alle principali reti autostradali; in linea d'aria, esso dista circa 25 km da Venezia e 40 km da Padova.
La denominazione si riferisce alla frazione Sant'Angelo che sorge di fronte, sulla riva opposta del Sile. Nel 2007 gli è stata aggiunta l'intitolazione all'architetto e scultore trevigiano Antonio Canova.
Dal 1º giugno al 5 dicembre 2011 l'aeroporto è rimasto completamente chiuso per lavori.
In seguito alla pandemia di COVID-19, l'aeroporto è rimasto chiuso al traffico da marzo 2020 al 31 maggio 2021. Dal 1º giugno dello stesso anno è tornato operativo. Il traffico aereo che era svolto dall'aeroporto di Treviso è stato operato da quello di Venezia-Marco Polo.
L'aeroporto è stato oggetto di contestazioni da parte degli abitanti dei centri urbani di Quinto di Treviso e Treviso a causa di voli a bassa quota, oltre che alla vicinanza con l'area protetta del Parco Naturale Regionale del fiume Sile.

## Storia

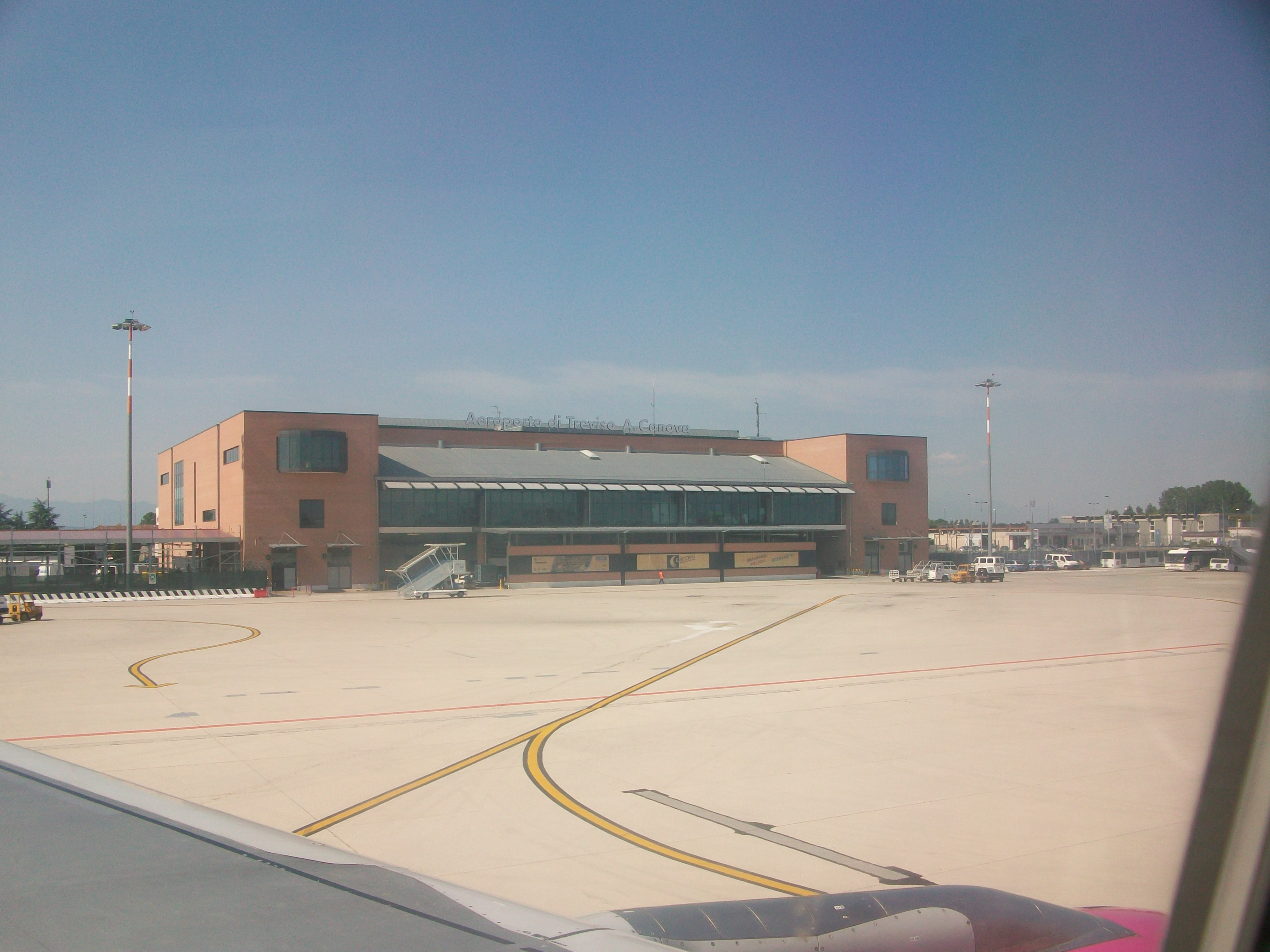
Vista del Terminal lato pista.

Nato come campo di fortuna per soddisfare le esigenze dell'Aero club di Treviso, ottenne la qualifica di aeroporto civile, inaugurato da Benito Mussolini, attorno alla metà degli anni Trenta, ma solo nel 1953, su iniziativa degli enti locali, sorse la prima aerostazione civile. Nel maggio dello stesso anno venne inaugurato il primo volo internazionale, al quale si aggiunsero altri voli con destinazione Londra e Vienna, operati rispettivamente da BEA e dalla Austrian Airlines, e alcuni collegamenti interni operati da Alitalia.
Fino all'apertura dello scalo di Tessera (Venezia), nel 1960, il S. Angelo divenne l'aeroporto di riferimento anche per la vicina città di Venezia.

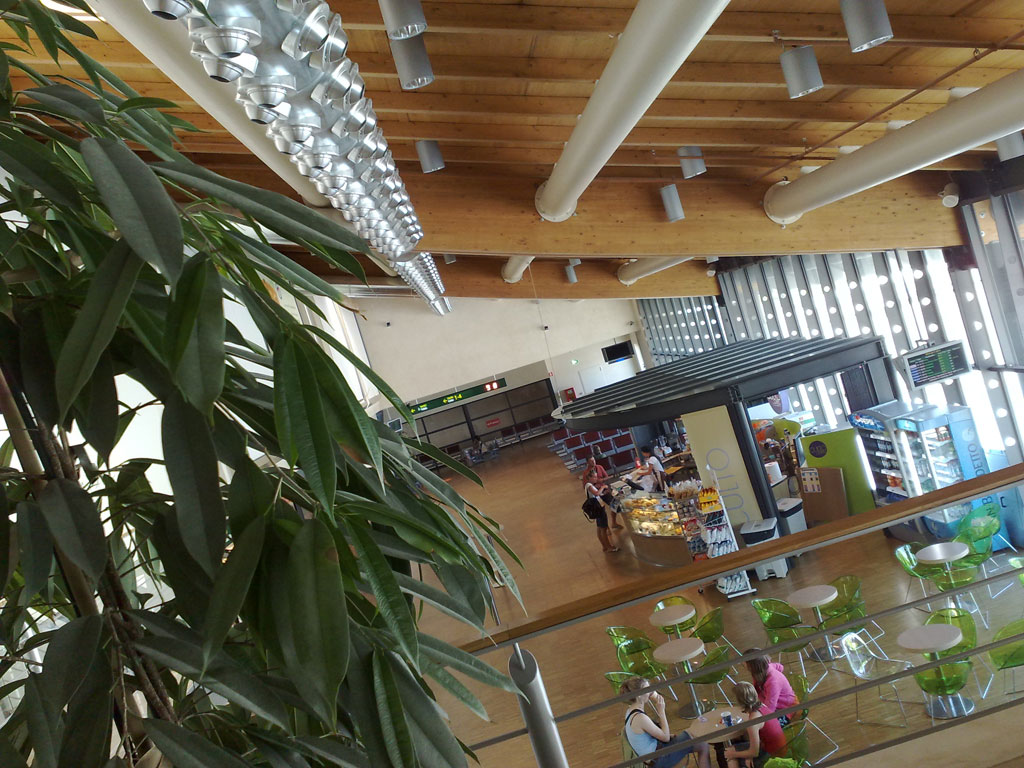
Particolare sala attesa del Terminal

Da quell'anno divenne esclusivamente scalo per charter e cargo. Nel 1963 fu la base per il 2º Stormo dell'Aeronautica Militare, equipaggiato con aerei Fiat G.91R. La sezione militare dell'aeroporto rimase sede di stormo fino al 1994, quando il 2º Stormo venne trasferito a Rivolto (UD).
Dal 1º novembre 1987 vi ha sede il terzo R.M.V. dell'Aeronautica Militare per la manutenzione dell'AMX. La svolta avvenne nel 1996, allorché l'aeroporto S. Angelo entrò nel Sistema Aeroportuale di Venezia, a seguito della collaborazione tra Save, gestore del vicino scalo veneziano, e la locale Aer Tre: la prima entrò nel pacchetto azionario della seconda, con il 45% delle quote, e l'aeroporto di Treviso divenne lo scalo secondario di Venezia, sul quale furono indirizzati i voli charter, gli spedizionieri aerei e i vettori low-cost (Ryanair lanciò il primo volo dall'Italia per Londra nell'estate del 1998).
Il 2007 è stato un anno fondamentale per lo scalo trevigiano: a febbraio viene inaugurata la nuova e più ampia aerostazione passeggeri, intitolata al celebre scultore trevigiano Antonio Canova, e a luglio si rafforza maggiormente la partnership con l'Aeroporto di Venezia attraverso l'aumento delle quote azionarie di SAVE S.p.A. in Aer Tre S.p.A., che raggiungono l'80%.
I passeggeri in arrivo e partenza nel 2010 sono stati 2.152.163, con un incremento del 20.1% rispetto all'anno precedente (16º aeroporto in Italia); per la prima volta nella sua storia l'aeroporto ha superato i due milioni di passeggeri all'anno.
Nell'anno 2011 è stata rifatta completamente la pista (con conseguente chiusura di sei mesi con traffico dirottato al Marco Polo di Venezia), riutilizzando e trattando il materiale di risulta della vecchia struttura, ed è stato installato il sistema ILS di 2ª categoria, oggi operativo (prima pista in Italia con la central line a luci led).
Le dimensioni sono rimaste invariate (2459 × 45 m), ma è stato rifatto lo scolo acque piovane condotte in depuratori, eliminando la possibilità di inquinamento del fiume Sile che scorre a lato della pista.
Il servizio di controllo del traffico aereo è fornito dall'ENAV dal 30 giugno 2015 (torre di controllo) e il servizio meteorologico dal 27 giugno 2016, mentre l'Aeronautica Militare fornisce il Servizio di Avvicinamento radar.
Il wildlife strike, ovvero gli impatti tra fauna selvatica e aviazione civile, è in costante aumento. Questo è dovuto soprattutto alla zona naturalistica Parco Del Sile dove l'aeroporto sorge, infatti il rischio di collisione è legato al tipo e all’intensità dell’attività della fauna selvatica sia all’interno che nelle aree limitrofe dell’aeroporto. Gli animali attratti da specifiche opere e/o attività che si svolgono intorno all’aeroporto possono infatti spostarsi dentro l’aeroporto o attraversare i corridoi di movimento degli aeromobili incrementando il rischio di impatto. Negli ultimi anni, infatti, dopo 18 volatili e 4 avifauna del 2015, si è passato a 19 volatili e 2 avifauna del 2016 e 36 volatili e 2 avifauna del 2017.

## Servizi
Dispone di 60 parcheggi per la sosta temporanea (Park A) e oltre 800 a pagamento non custoditi (Park B, C, D, E, F, G, Park Low Cost), poco lontani dall'aerostazione. È gestito dalla società Aer Tre S.p.A.
L'aeroporto di Treviso-Sant'Angelo si presenta come un'unità di due blocchi:
- al piano terra sono collocati gli arrivi, con 2 nastri dei bagagli da un lato e dall'altro un lounge con bar, informazioni turistiche, vendita di biglietti di trasporto pubblico e autonoleggio; nell'area sterile, collegata al primo piano, si trovano i 10 Gates di uscita;
- al primo piano si trova l'area partenze, con 9 banchi check-in, un'edicola, un bar e uno sportello bancario, nonché le biglietterie delle compagnie aeree; nell'area sterile si trovano numerosi negozi e un altro bar.

Altri parcheggi liberi durante il giorno, per soste brevi, si possono trovare nel Centro Commerciale Canova posto di fronte all'aeroporto.

## Traffico aeroportuale
Il Sistema Aeroportuale Venezia, che comprende gli scali di Venezia e di Treviso, ha registrato 15.513.752 passeggeri complessivi nell'anno 2019, confermando la posizione già consolidata di terzo polo aeroportuale italiano, dopo quelli di Roma (Fiumicino e Ciampino) e Milano (Malpensa, Linate e Orio Al Serio).
Gli aeromobili che atterrano in questo aeroporto sono principalmente Boeing 737 e Airbus A320 e A321, oltre ad alcuni aerei per voli charter.

### Dati di traffico passeggeri
Questo grafico non è disponibile a causa di un problema tecnico.
Si prega di non rimuoverlo.
Vedi la query Wikidata di origine.
| Anno | Passeggeri | Variazione |
| ---- | ---------- | ---------- |
| 2006 | 1 340 874  | 3,1%       |
| 2007 | 1 548 219  | 15,5%      |
| 2008 | 1 709 008  | 10,4%      |
| 2009 | 1 778 364  | 4,1%       |
| 2010 | 2 152 163  | 21,0%      |
| 2011 | 1 077 505  | 49,9%      |
| 2012 | 2 333 758  | 116,6%     |
| 2013 | 2 175 396  | 6,8%       |
| 2014 | 2 248 254  | 3,4%       |
| 2015 | 2 383 307  | 6,0%       |
| 2016 | 2 634 397  | 10,5%      |
| 2017 | 3 015 057  | 14,4%      |
| 2018 | 3 308 955  | 9,7%       |
| 2019 | 3 254 731  | 1,6%       |
| 2020 | 463 679    | 85,8%      |
| 2021 | 1 221 946  | 163,5%     |
| 2022 | 2 635 172  | 115,7%     |
| 2023 | 3 034 326  | 15,1%      |
| 2024 | 3 048 943  | 0,5%       |

### Altre statistiche
| Posizione | Variazione 18-19 | Destinazione            | Passeggeri | Compagnia/e Aerea/e |
| --------- | ---------------- | ----------------------- | ---------- | ------------------- |
| 1         | Stabile          | Napoli, Campania        | 227.038    | Ryanair             |
| 2         | Stabile          | Palermo, Sicilia        | 216.948    | Ryanair, Wizz Air   |
| 3         | Stabile          | Catania, Sicilia        | 188.034    | Ryanair, Wizz Air   |
| 4         | Stabile          | Bari, Puglia            | 141.920    | Ryanair, Wizz Air   |
| 5         | Stabile          | Lamezia Terme, Calabria | 129.757    | Ryanair             |
| 6         | 1                | Brindisi, Puglia        | 104.693    | Ryanair             |

| Posizione | Variazione 18-19 | Destinazione                   | Passeggeri | Compagnia/e Aerea/e |
| --------- | ---------------- | ------------------------------ | ---------- | ------------------- |
| 1         | 2                | Bucarest, Romania              | 177.450    | Wizz Air            |
| 2         | Stabile          | Bruxelles, Belgio              | 173.201    | Ryanair             |
| 3         | 3                | Parigi-Beauvais, Francia       | 116.680    | Ryanair             |
| 4         | Stabile          | Berlino-Schönefeld, Germania   | 116.085    | Ryanair             |
| 5         | Stabile          | Francoforte sul Meno, Germania | 97.398     | Ryanair             |
| 6         | 5                | Londra-Stansted, Regno Unito   | 80.477     | Ryanair             |
| 7         | Stabile          | Malta, Malta                   | 71.021     | Ryanair             |
| 8         | Stabile          | Dublino, Irlanda               | 66.181     | Ryanair             |
| 9         | 1                | Valencia, Spagna               | 54.697     | Ryanair             |
| 10        | 1                | Siviglia, Spagna               | 53.310     | Ryanair             |
| 11        | 2                | Budapest, Ungheria             | 53.193     | Ryanair, Wizz Air   |
| 12        | Stabile          | Manchester, Regno Unito        | 52.663     | Ryanair             |
| 13        | Stabile          | Eindhoven, Paesi Bassi         | 50.997     | Ryanair             |

| Posizione | Variazione 18-19 | Destinazione          | Passeggeri | Compagnia/e Aerea/e |
| --------- | ---------------- | --------------------- | ---------- | ------------------- |
| 1         | Stabile          | Chișinău, Moldavia    | 83.037     | Wizz Air            |
| 2         | Stabile          | Mosca-Vnukovo, Russia | 54.445     | Pobeda              |

## Servizi di trasporto

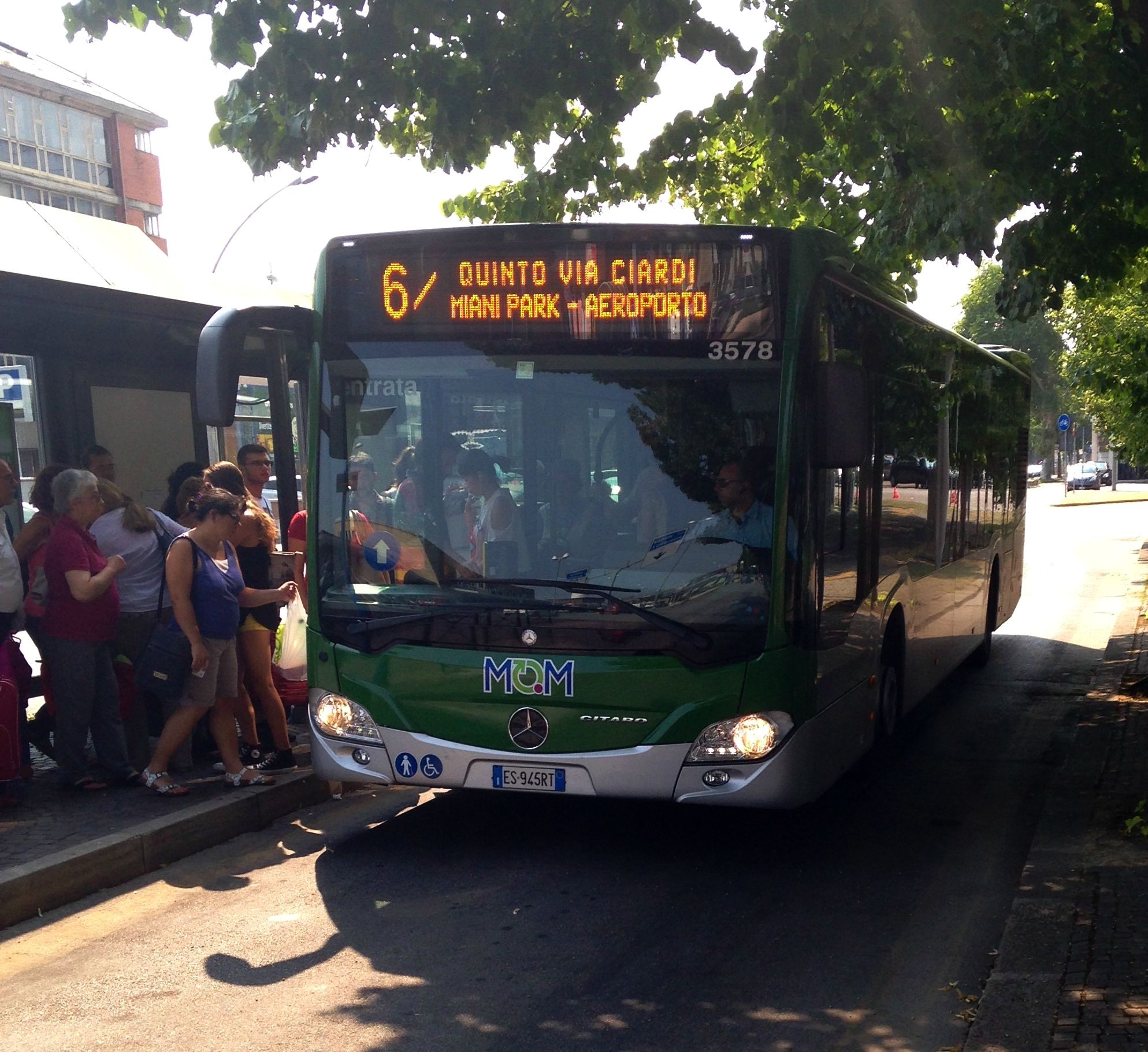
Autobus urbano MOM per l'aeroporto

Presso la sede aeroportuale è presente un servizio di autonoleggio e di taxi.
La struttura è servita dagli autobus urbani della Linea 6 di MOM, che collegano l'Aeroporto con la stazione FS ed il centro storico di Treviso, transitando per via Noalese, San Giuseppe ed il Miani Park in Villaggio Eden; in senso inverso i mezzi proseguono verso Quinto fronte chiesa (linea 6) o Quinto via Ciardi (linea 6/); nelle ore di punta alcune corse sono prolungate verso località San Cassiano. la linea 6 è attiva anche in orario serale.
Oltre al regolare servizio autobus cittadino, l'aeroporto è collegato al centro storico ed alla stazione dei treni dalla navetta diretta Treviso AirLink, sempre operata da MOM, che percorre senza soste intermedie il tragitto in circa 10 minuti.
Mobilità di Marca effettua, inoltre, servizio extraurbano: le linee 101, 102 e 103 transitano per l'aeroporto, collegando Treviso con Padova, Quinto, Scorzè, Noale, Zero Branco, Badoere, Scandolara, Trebaseleghe e Piombino Dese.
È disponibile quotidianamente un servizio navetta gestito da ATVO che mette in collegamento la sede aeroportuale trevigiana con Venezia, l'Aeroporto Marco Polo presso Tessèra, e le principali località estive sulla riviera Adriatica, come Jesolo, Bibione, Caorle ed Eraclea. Questo servizio effettua il percorso su strade urbane ed extra-urbane.
Un'altra compagnia di bus verso Venezia-Tronchetto è gestita dalla Barzi Bus Service che la raggiunge, via autostrada, in circa 40 minuti abbondanti.